# Luciano Storero
Luciano Storero (ur. 26 września 1926 w Pinasce, zm. 1 października 2000) – włoski duchowny rzymskokatolicki, arcybiskup, dyplomata papieski.

## Biografia
29 czerwca 1949 otrzymał święcenia prezbiteriatu.
22 listopada 1969 papież Paweł VI mianował go delegatem apostolskim na Cejlonie oraz arcybiskupem tytularnym tigimmaskim. 1 lutego 1970 przyjął sakrę biskupią z rąk sekretarza stanu kard. Jeana-Marii Villota. Współkonsekratorami byli sekretarz Świętej Kongregacji Rozkrzewiania Wiary abp Sergio Pignedoli oraz biskup pomocniczy Pinerolo Santo Bartolomeo Quadri.
24 grudnia 1970 został przeniesiony na urząd nuncjusza apostolskiego na Dominikanie oraz delegata apostolskiego na Portoryko. 30 czerwca 1973 został pronuncjuszem apostolskim w Kamerunie z dodatkową akredytacją w Gabonie oraz delegatem apostolskim w Gwinei Równikowej (gdzie trwały wówczas prześladowania Kościoła prowadzone przez reżim prezydenta Francisco Macíasa).
Jego kolejnymi placówka dyplomatycznymi były Indie (od 14 lipca 1976), Wenezuela (od 2 lutego 1981) i Grecja (od 28 czerwca 1990).
15 listopada 1995 został nuncjuszem apostolskim w Irlandii. Na tym stanowisku pozostał do śmierci 1 października 2000.